# Saint-Lambert (Walhain)
Saint-Lambert is een dorp in de Belgische provincie Waals-Brabant. Het ligt in Tourinnes-Saint-Lambert, een deelgemeente van Walhain. Saint-Lambert ligt net ten noordwesten van Tourinnes-les-Ourdons, waarmee het tegenwoordig door lintbebouwing is verbonden. Net ten oosten van Saint-lambert stroomt de Hain, verder stroomafwaarts de Nil genoemd.
Ten noorden van Saint-Lambert ligt het gehucht Libersart.

## Geschiedenis
Op de Ferrariskaart uit de jaren 1770 is het dorp weergegeven als St. Lambert, dat samen met Libersart een vrijgoed vormde. De heerlijkheid behoorde tot de meierij van Mont-Saint-Guibert en onderhield in tegenstelling tot de omliggende plaatsen de gewoontes van het Land van Luik, hoewel die in Brabant lig.
Op het eind van het ancien régime werd onder Frans bewind Saint-Lambert een gemeente, waar ook het gehucht Libersart toe behoorde. In 1822 werd de gemeente al opgeheven en met Tourinnes-les-Ourdons verenigd in de gemeente Tourinnes-Saint-Lambert.
In 1851 dienden een aantal inwoners en gemeenteraadsleden van Tourinnes een verzoek in bij de provincie om Saint-Lambart-Libersart weer af te splitsen als gemeente, omdat dit dorp geen gemeentelijke goederen had en voor de gemeente enkel een kost zou zijn, zonder voor inkomsten te zorgen. Die verzoek werd echter afgewezen door de provincieraad onder meer omdat Saint-Lambert-Libersart met zijn 350 inwoners niet genoeg middelen zou hebben om zelfstandig te bestaan.
Het gebied ten noorden van Saint-Lambert werd begin jaren 1970 doorsneden door de nieuwe autosnelweg A4/E411, die tussen het dorp en haar gehucht Libersart kwam te liggen.

## Bezienswaardigheden
- De Sint-Lambertuskerk (Église Saint-Lambert) is een neogotisch kerkgebouw van 1904-1907.
- De Tumuli van Libersart

## Natuur en landschap
Saint-Lambert ligt aan de Hain. De hoogte aan de kerk bedraagt 144 meter.

## Nabijgelegen kernen
Nil-Saint-Martin, Tourinnes-les-Ourdons, Saint-Paul, Chaumont
Deelgemeenten: Nil-Saint-Vincent-Saint-Martin · Tourinnes-Saint-Lambert · Walhain-Saint-Paul

Overige dorpen en gehuchten: Lérinnes · Libersart · Nil-Abbesse · Nil-Pierreux · Nil-Saint-Martin · Nil-Saint-Vincent · Perbais · Saint-Lambert · Saint-Paul · Sart-lez-Walhain · Tourinnes-les-Ourdons

Belgische gemeenten · Arrondissement Nijvel · Waals-Brabant · Wallonië